# Граф Мар
Граф Мар (англ. Earl of Mar) — один из старинных дворянских титулов в Шотландии. Об их землях см. Марр (Шотландия).

Герб графов Мар

## История
Титул был образован ещё в XII веке и восходит корнями к древнему дому мормэров Мара. Порядок наследования на протяжении двух последующих веков известен лишь приблизительно. Изабель Дуглас, одиннадцатая по счёту обладательница титула, была захвачена врасплох Александром Стюартом в замке Килдрамми. 12 августа 1404 года Стюарт принудил Изабель подписать документ, согласно которому титул отходил ему и его потомкам. Впоследствии она опротестовала законность этого документа, но после того, как Стюарт взял её в жены, была вынуждена вернуть ему титул в пользу своих общих отпрысков. Через год король заверил этот документ.
В 1426 году Яков I вторично подтвердил право Стюарта именоваться графом Мара, однако поставил условие, что после его смерти титул отойдёт короне. После смерти Стюарта в 1435 году претензии на право наследовать титул заявил Роберт, лорд Эрскин. Он был женат на Джанет Кит, а её дальним предком был один из ранних графов Мара. Яков II тем не менее решил соблюсти договор отца и в 1457 году конфисковал титул в пользу короны, передав его младшему сыну Джону. После того, как принц умер в 1479 году, не оставив наследника, титул перешёл к его брату Александру Стюарту, герцогу Олбани, и вскоре был конфискован из-за связи герцога с англичанами. В 1486 году Яков III даровал титул своему сыну Джону Стюарту, но тот в 1503 году умер бездетным. Следующим обладателем титула стал Джеймс Стюарт, граф Морей, сын Якова V, а когда тот умер, тоже не оставив потомства мужского пола, титул вновь был заморожен.
В 1565 году королева Мария Стюарт пожаловала (а точнее восстановила) титул графа Мара Джону, лорду Эрскину. Джон Эрскин, 6-й граф Мар, был один из лидеров якобитского восстания 1715 года, за что титул у него был конфискован и заморожен более чем на столетие. В 1824 году решением парламента он был возвращён Джону Фрэнсису Эрскину, потомку 6-го графа. Его внук Джон Фрэнсис Миллер Эрскин, 9-й граф Мар, унаследовал титул графа Келли и присовокупил его к уже имеющемуся. После его смерти в 1866 году титул графа Келли и фамильные владения отошли Уолтеру Эрскину, двоюродному брату умершего (наследнику мужского пола). Вместе с тем титул графа Мара унаследовал его племянник и прямой наследник,  Джон Фрэнсис Гудив, который сменил фамилию на Гудив-Эрскин. Граф Келли опротестовал решение 9-го графа и направил в Палату лордов прошение о передаче ему титула графа Мара, однако скончался прежде, чем по его делу было вынесено решение. Его сын, 13-й граф Келли, возобновил иск. Он содержал следующие пункты:
- Исторически титул графа Мара был поддержан территориально и потому не может быть отделён от земель.
- Александр Стюарт получил вторичное подтверждение носить этот титул от короля, а не через брак с Изабель.
- После смерти Стюарта его земли отошли короне в соответствии с подписанным королём документом.
- Так как титул неотделим от земель, то после их утери титул должен был быть заморожен навсегда.
- Из этого следует, что поскольку территориально графство перестало существовать, титул, который королева Мария Стюарт пожаловала Джону Эрскину, был не восстановленным, а совершенно новым образованием под тем же названием.
- Так как по закону титул подобного рода может переходить лишь по мужской линии, наследником титула является граф Келли, но не Джон Гудив-Эрскин.

У Гудив-Эрскина, тем не менее, было своё мнение. Он считал, что Яков II присвоил титул незаконно, и привёл следующие аргументы:
- Король конфисковал титул и земли Александра Стюарта, тогда как по закону их должен был унаследовать Роберт Эрскин.
- Эрскины на протяжении долгого времени предъявляли свои претензии на титул.
- Мария Стюарт лишь восстановила справедливость, наградив Джона Эрскина титулом графа Мара, но никак не создала новое образование.
- Следствием этого является то, что право носить титул принадлежит Джону Гудив-Эрскину, прямому наследнику графа.

В 1875 году комитет Палаты лордов постановил, что титул графа Мара является новым образованием от 1565 года и потому наследником титула является граф Келли. Однако затем дело было пересмотрено, и результат должен был удовлетворить обоих претендентов. Было решено, что отныне существуют два разных титула графа Мара. Титул 1565 года отошёл графу Келли, а более древний титул, присвоенный Яковом II, — Джону Гудив-Эрскину. Чтобы избежать возможного возобновления конфликта, было решено, что этот титул был создан в 1404 году.

## Мормеры Мара
- Руадри, граф Мара
- Гилли Клериг, граф Мара
- Моргган, граф Мара (ум. не позднее 1183)
- Гилли Крист, граф Мара (ум. около 1203)
- Доннхад, граф Мара (ум. около 1244)
- Уиллем, граф Мара (ум. около 1276)
- Домналл I, граф Мара (ум. около 1301)
- Гартнат, граф Мара (ум. около 1305)
- Домналл II, граф Мара (ум. 1332)
- Томас, граф Мара (ум. 1374)
  - Маргарет, графиня Мара (ум. около 1391)
  - Изабель Дуглас, графиня Мара (около 1360 — 1408)

## Граф Мар, первая креация (1404 согласно Акту парламента (1885))
- Роберт Эрскин, 1-й лорд Эрскин, де-юре 12-й граф Мар (приблизительно 1380—1452)
- Томас Эрскин, 2-й лорд Эрскин, де-юре 13-й граф Мар (приблизительно 1435—1493)
- Александр Эрскин, 3-й лорд Эрскин, де-юре 14-й граф Мар (около 1456 — около 1509)
- Роберт Эрскин, 4-й лорд Эрскин, де-юре 15-й граф Мар (около 1475 — 1513)
- Джон Эрскин, 5-й лорд Эрскин, де-юре 16-й граф Мар (около 1500 — 1555)
- Джон Эрскин, 6-й лорд Эрскин, сначала де-юре, а затем де-факто 17-й граф Мар, де-юре 1-й граф Мар (около 1542 — 1572)
- Джон Эрскин, 18-й граф Мар, де-юре 2-й граф Мар (1562 — 1634)
- Джон Эрскин, 19-й граф Мар, де-юре 3-й граф Мар (около 1585 — 1653)
- Джон Эрскин, 20-й граф Мар, де-юре 4-й граф Мар (около 1630 — 1688)
- Чарльз Эрскин, 21-й граф Мар, де-юре 5-й граф Мар (1650 — 1689)
- Джон Эрскин, 22-й граф Мар, де-юре 6-й граф Мар (1675 — 1732), в 1716 году был лишен титула
- Джон Фрэнсис Эрскин, 23-й граф Мар, де-юре 7-й граф Мар (1741 — 1825, в 1824 году восстановил титул
- Джон Томас Эрскин, 24-й граф Мар, де-юре 8-й граф Мар (1772 — 1828)
- Джон Фрэнсис Миллер Эрскин, 25-й граф Мар, де-юре 9-й граф Мар, 11-й граф Келли (1795 — 1866), унаследовал титул графа Келли в 1829 году
- Джон Фрэнсис Эрскин Гудив-Эрскин, сначала де-юре, а затем де-факто 26-й граф Мар (1836 — 1930)
- Джон Фрэнсис Гамильтон Синклер Канлифф Брукс Форбс Гудив-Эрскин, 27-й граф Мар (1868 — 1932)
- Лайонел Уолтер Эрскин-Янг, 28-й граф Мар (1891 — 1965)
- Джеймс Клифтон Мар, 29-й граф Мар (1914 — 1975)
- Маргарет Элисон Мар, 30-я графиня Мар (р. 1940)

Наследница титула — Сюзан Хелен Мар, госпожа Мара (р. 1963)

## Граф Мар, вторая креация (1426)
- Александр Стюарт, 1-й граф Мар (около 1375 — 1435)

## Граф Мара и Гариоха, третья креация (1459)
- Джон Стюарт, 1-й граф Мара и Гариоха (умер в 1479)
- Роберт Кохрейн, граф Мара (умер в 1482)

## Граф Мара и Гариоха, четвертая креация (1483)
- Александр Стюарт, 1-й герцог Олбани, 1-й граф Мара и Гариоха (1454 — 1485)

## Граф Мара и Гариоха, пятая креация (1486)
- Джон Стюарт, 1-й граф Мара и Гариоха (1479—1503)

## Граф Мар, шестая креация (1562)
- Джеймс Стюарт, 1-й граф Морей, граф Мара (1531 — 1570)

## Граф Мар, седьмая креация (1565)

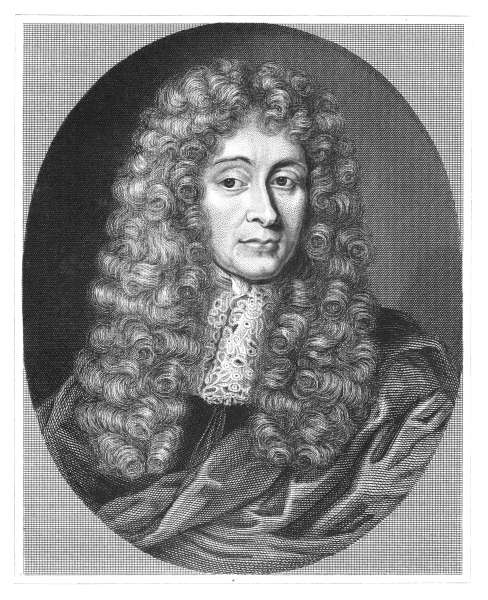
Джон Эрскин

- Джон Эрскин, 6-й лорд Эрскин, сначала де-юре, а затем де-факто 17-й граф Мар, де-юре 1-й граф Мар (около 1542—1572)
- Джон Эрскин, 18-й граф Мар, де-юре 2-й граф Мар (1562—1634)
- Джон Эрскин, 19-й граф Мар, де-юре 3-й граф Мар (около 1585—1653)
- Джон Эрскин, 20-й граф Мар, де-юре 4-й граф Мар (около 1630—1688)
- Чарльз Эрскин, 21-й граф Мар, де-юре 5-й граф Мар (1650—1689)
- Джон Эрскин, 22-й граф Мар, де-юре 6-й граф Мар (1675—1732), в 1716 году был лишен титула
- Джон Фрэнсис Эрскин, 23-й граф Мар, де-юре 7-й граф Мар (1741—1825), в 1824 году восстановил титул
- Джон Томас Эрскин, 24-й граф Мар, де-юре 8-й граф Мар (1772—1828)
- Джон Фрэнсис Миллер Эрскин, 25-й граф Мар, де-юре 9-й граф Мар, 11-й граф Келли (1795—1866), унаследовал титул графа Келли в 1829 году
- Уолтер Конигсби Эрскин, 12-й граф Келли, де-юре 10-й граф Мар (1810—1872)
- Уолтер Генри Эрскин, 13-й граф Келли, сначала де-юре, а затем де-факто 11-й граф Мар (1839—1888)
- Уолтер Джон Фрэнсис Эрскин, 12-й граф Мар, 14-й граф Келли (1865—1955)
- Джон Фрэнсис Херви Эрскин, 13-й граф Мар, 15-й граф Келли (1921—1993)
- Джеймс Торн Эрскин, 14-й граф Мар, 16-й граф Келли (р. 1949),[2]
  - Наследник титула — Александр Дэвид Эрскин (брат графа)